# Rejon Umocniony Lwów
Rejon Umocniony Lwów – austro-węgierski rejon umocniony, utworzony w latach 80. XIX wieku w oparciu o miasto Lwów. 
Na początku I wojny światowej komendantem Rejonu był gen. mjr Friedrich Gostischa, bronił go 19 Pułk Piechoty Landsturmu oraz kompanie artylerii fortecznej. 3 września 1914 został zajęty przez wojska rosyjskie, odbity 22 czerwca 1915.

## Literatura
- Juliusz Bator - "Wojna galicyjska. Działania armii austro-węgierskiej na froncie północnym (galicyjskim) w latach 1914-1915", Kraków 2005, ISBN 83-921494-4-0